# Ligne de Saujon à La Grève
La ligne de Saujon à La Grève est une ligne ferroviaire française à écartement standard et à voie unique non électrifiée entièrement située dans le département de la Charente-Maritime.
Mise en service en 1876 par la Compagnie du chemin de fer de la Seudre, elle devient ensuite une ligne du réseau de l'Administration des chemins de fer de l'État. Elle est totalement fermée au service des voyageurs en 1939, puis déclassée en 1978 et 2000.
Propriété du département de la Charente-Maritime, elle est exploitée en chemin de fer touristique par le Train des mouettes.

## Histoire
La ligne « de Pons à la Tremblade, avec embranchement de Saujon sur Royan » est concédée par deux conventions signées les 12 février et 16 octobre 1872 entre le préfet de Charente-inférieure et Messieurs Richard et Desgranges. Ces conventions sont approuvées et la ligne est déclarée d'utilité publique, à titre d'intérêt local, par un décret le 15 janvier 1873.
Par une convention signée le 3 avril 1880 entre le ministre des Travaux publics et la Compagnie du chemin de fer de la Seudre, l'État rachète la ligne de Pons à la Tremblade et son embranchement sur Royan. Cette convention est approuvée par une loi le 27 juillet 1880 qui reclasse l'ensemble dans le réseau d'intérêt général. Par un décret du 30 novembre suivant, la ligne est intégrée dans le réseau des chemins de fer de l'État à compter du 1er janvier 1881.